# Klätterthunbergia
Klätterthunbergia (Thunbergia coccinea) är en art i familjen akantusväxter (Acanthaceae) från norra Indien.
Klättrande buskar till 10 m. Blad äggrunda till lasettlika med tydliga nerver, till 15 cm långa. Blommorna kommer i hängande klasar som kan bli 90 cm långa. Blommorna blir 5-6 cm i diameter, med tillbakadragna flikar, klarröda till orangeröda med gult svalg. Pollineras av solfåglar. Liknar praktthunbergia men har mindre blommor. Vinterblommare.
Artepitetet coccinea (lat.) betyder scharlakansröd.

## Sorter
- 'Lutea' - har gula blommor.

## Odling
Odlas på grund av sin storlek bäst i växthus. Arten kan odlas i stora krukor i vanlig standardjord. Bör placeras så ljust som möjligt, men kan behöva skydd mot den starkaste solen. Föredrar jämn vattning, men kan torka ut lätt mellan vattningarna. Ge näring varje vecka under vår till höst. Kräver varm och fuktig miljö för att bilda knoppar, något svalare under vintern, tål tillfälligt 8°C.

## Synonym
- Hexacentris acuminata Nees, 1832
- Hexacentris coccinea (Wallich) Nees, 1832
- Hexacentris dentata Nees, 1832